# Global Defence Force
Global Defence Force (THE地球防衛軍2, Za Chikyū Bōeigun 2 - aussi appelé Earth Defense Force 2) est un jeu vidéo de tir à la troisième personne développé par Sandlot, sorti à partir de 2005 sur PlayStation 2, PlayStation Portable et PlayStation Vita.

## Accueil
- Edge : 8/10 (PS2)[1]